# Megaoryzomys curioi
Megaoryzomys curioi là một loài động vật có vú trong họ Cricetidae, bộ Gặm nhấm. Loài này được Niethammer mô tả năm 1964.